# Les dieux ont soif
Les dieux ont soif est un roman d’Anatole France paru en 1912. En 1950, ce roman est inclus dans la liste du Grand prix des Meilleurs romans du demi-siècle. Dans sa préface de l'édition Gallimard-folio, Marie-Claire Bancquart écrit : « Les dieux ont soif, roman de la Terreur, depuis sa naissance jusqu'à son effacement par la réaction thermidorienne, est un des plus beaux romans historiques qui aient été écrits sur cette époque ». Ce roman connut un très grand succès critique en France, dans les années 1910.

## Résumé
Histoire de l’ascension infernale d’Évariste Gamelin, jeune peintre parisien, engagé dans la section de son quartier du Pont-Neuf, Les dieux ont soif décrit les années noires de la Terreur à Paris, entre les ans II et III. Farouchement jacobin, fidèle entre les fidèles de Marat et Robespierre, Évariste Gamelin finira par être nommé juré au tribunal révolutionnaire.
La longue et implacable succession des procès quotidiens de plus en plus expéditifs (à partir de la loi de Prairial en particulier) entraîne cet idéaliste dans une folie qui le coupera de ses proches et précipitera sa propre chute à la suite de son idole Robespierre, au lendemain du 9 Thermidor. Son amour avec Élodie, la fille de Jean Blaise, son marchand d'estampes, accentuera l'aspect paradoxal de la montée d'une cruauté inspirée par des idées politiques a priori généreuses chez ce garçon médiocre que tout dispose à la gentillesse sinon à la faiblesse.
Justifiant cette danse de la guillotine par le combat contre le complot visant à réduire à néant les acquis de la Révolution, au milieu de la tourmente révolutionnaire qui traverse Paris, toujours avide de justice, Gamelin finit par trahir ses propres principes en votant la mort du « ci-devant » Jacques Maubel, qu'il prend pour son rival. Élodie, qui avant Évariste, a cédé à « un petit clerc de procureur très joli garçon » (devenu le dragon Henry, révolutionnaire par opportunisme, autre personnage du roman), lui a raconté qu'elle avait été séduite par un jeune aristocrate, et sur de simples présomptions, Gamelin se convainc qu'il s'agit de Maubel.
Il finit par être lui-même « placé sur l’estrade qu’il avait tant de fois vue chargée d’accusés, où s’étaient assises tour à tour tant de victimes illustres ou obscures » et guillotiné. Il meurt au milieu des injures du peuple, en regrettant d'avoir été trop faible…
Le personnage de Maurice Brotteaux est très intéressant. Sans être réactionnaire, cet ancien noble se rend bien compte des problèmes que traverse la Révolution en cette période et trouve ces accusations injustifiées. On peut penser que ce personnage incarne le point de vue de l’auteur.

Illustrations de Pierre Georges Jeanniot, 1925
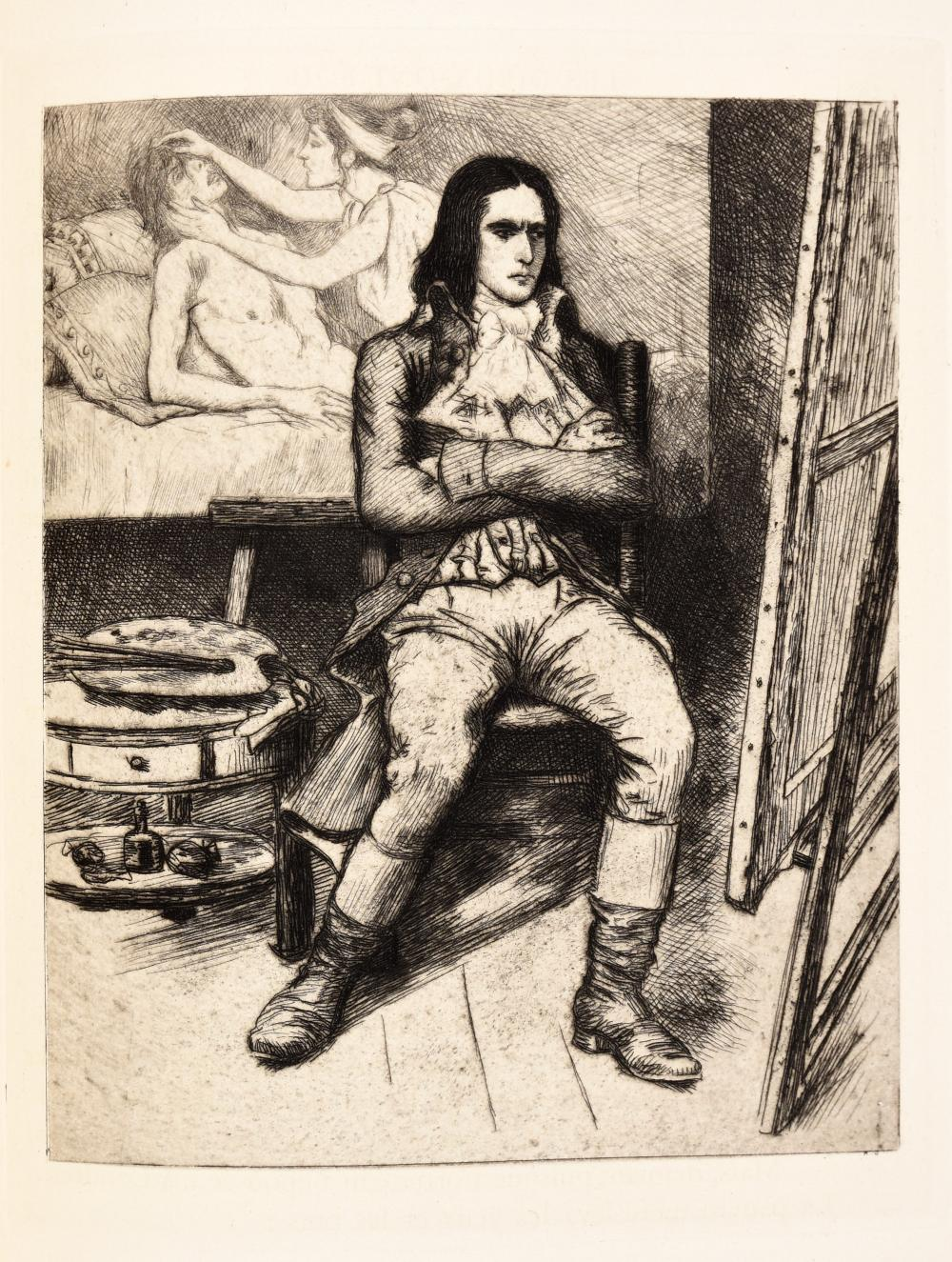
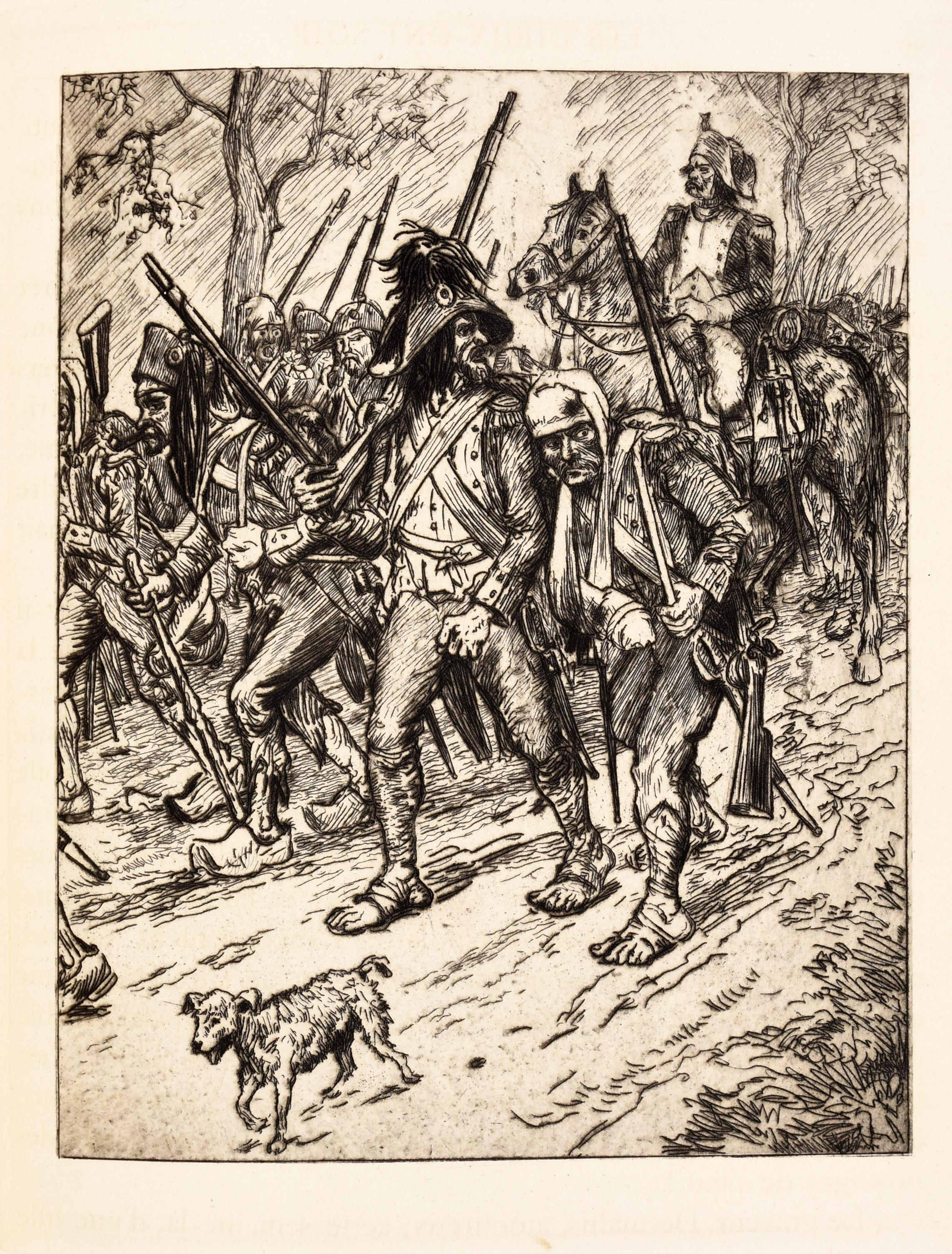
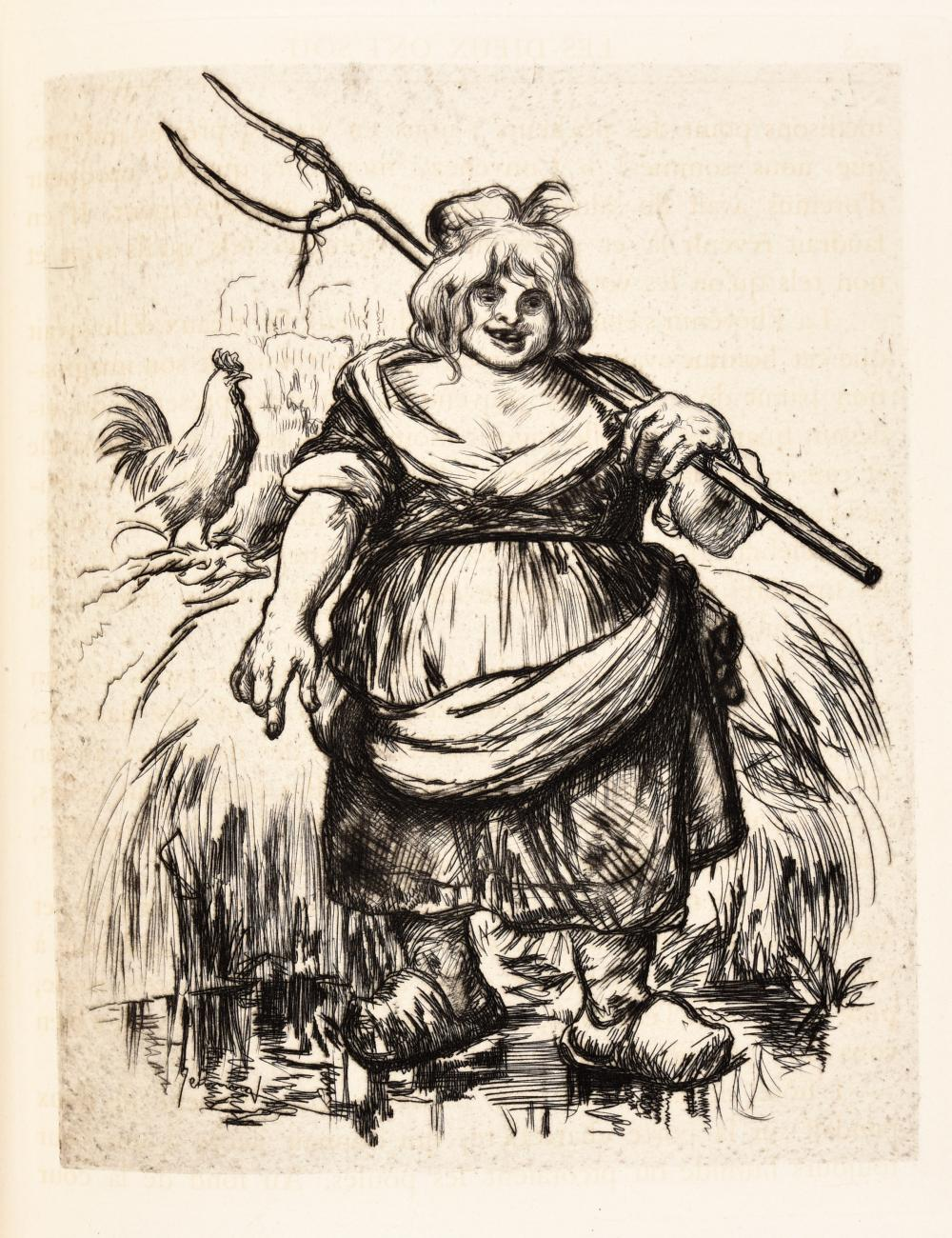

## Analyse
Le personnage principal, Évariste Gamelin, un révolutionnaire fanatique, et les autres personnages sont tous entraînés par la mécanique tragique d’un pouvoir absolu altéré de sang, et Anatole France les peint avec leurs soucis et leurs plaisirs quotidiens, avec parfois un sens du détail sordide qui révèle la perversité des instincts humains. Les acteurs et responsables de la Terreur, dirigeant le pays avec des idées abstraites, veulent faire le bonheur des hommes malgré eux. Évariste Gamelin, peintre raté, devient un juré du Tribunal révolutionnaire, condamnant à mort avec indifférence. Il sera victime lui aussi de cette logique terroriste. À côté de ce jeu du pouvoir et de la mort, la vie et la nature poursuivent leur cycle, incarné par la maîtresse de Gamelin, Élodie.

« He is a great analyst of illusions. He searches and probes their innermost recesses as if they were realities made of an
eternal substance. And therein consists his humanity; this is the expression of his profound and unalterable compassion.

(C’est un grand analyste d’illusions. Il en pénètre et en sonde les plus secrets replis comme s’il s’agissait de réalités faites de substances éternelles. Et c’est en quoi consiste son humanité : elle est l’expression de sa profonde et inaltérable compassion). 
Joseph Conrad. »

## Quelques éditions
- Les dieux ont soif, eaux-fortes de Jacques Camoreyt, L. Carteret éditeur, 1924.
- Les dieux ont soif, avec 33 eaux-fortes de Pierre Georges Jeanniot, Le Livre contemporain, 1925.
- Les dieux ont soif, avec 52 compositions de Sylvain Sauvage, Bruxelles, Aux éditions du Nord, 1938.
- Les dieux ont soif, illustrations de Pierre Noël, Les éditions de la nouvelle France, 1943.
- Les dieux ont soif, avec 147 bois de Valentin Le Campion, Éditions littéraires de France, 1946.
- Les dieux ont soif, illustré par René de Pauw, Bruxelles, Les éditions du Houblon, 1947.
- Les dieux ont soif, Bordas, 1968.
- Les dieux ont soif, Gallimard, 1989, coll. « Folio », no 2080. Édition présentée, établie et annotée par Marie-Claire Bancquart (avec une préface de 31 pages).
- Les dieux ont soif, Librairie Générale Française, 1989, coll. « Livre de Poche Classiques », no 6687 (préface, notes et annexes de Pierre Citti).
- Poche  (ISBN 978-1500142117)